# Braniborská brána (Postupim)
Braniborská brána v Postupimi (německy Potsdam) byla vybudována roku 1770. Jejími tvůrci byli architekti Carl von Gontard a Georg Christian Unger, bránu projektovali na příkaz pruského krále Fridricha II. Braniborská brána v Postupimi, také zvaná „malá“ Braniborská brána, by neměla být zaměňována s Braniborskou branou v Berlíně.
Brána byla zřízena původně roku 1733 Fridrichem Vilémem I. při rozšiřování města. Jednalo se o menší hradní bránu, která měla zamezit dezercím vojáků a pašování zboží. Po ukončení sedmileté války nechal Friedrich II. bránu zbourat a znovu vystavět v monumentálním stylu, příkladem byl Konstantinův oblouk v Římě. Brána však nese stopy skutečnosti, že u jejího zrodu se nacházeli dva architekti s odlišnou představou o architektonickém vzhledu nové brány. Strana, obrácená směrem k městu, kterou navrhl Carl von Gontard, se značně liší od vnější strany, za kterou zodpovídal Georg Christian Unger.